# Justin Pipe
Justin Pipe (Taunton, 9 november 1971) is een voormalig Engelse darter die uitkwam voor de PDC.
Pipe geldt als een uitstekende vloerspeler die tijdens 2012 zijn definitieve doorbraak kende tijdens televisietoernooien door onder andere twee kwartfinales en een halve finale te halen. Op 3 december 2012 haalde hij met de negende plaats zijn hoogste notering ooit op de PDC Order of Merit. 
In juli 2013 versloeg Pipe Raymond van Barneveld bij de World Matchplay in Blackpool en haalde vervolgens de kwartfinales. Hij droeg zijn zege op aan zijn broer Mark, die een maand eerder plotseling was overleden. Pipe haalde in Ierland in oktober 2013 de halve finales bij de World Grand Prix Darts 2013 door zeges op onder anderen topspelers Adrian Lewis en Andy Hamilton.

## Privé
Pipe was een boomchirurg voordat hij professioneel ging darten in 2010. Zijn vertraagde worp heeft alles te maken met een auto-ongeval in 1993 waarbij zijn rechterarm zwaar beschadigd werd. Hij kan wel sneller gooien, maar kan zich dan onvoldoende concentreren om goede scores te gooien. Veel mensen zien Pipe dan ook als een zeer trage darter. Hij is gehuwd met Claire en ze wonen nog steeds in zijn geboorteplaats, Taunton, met hun drie kinderen.

## Resultaten op Wereldkampioenschappen

### PDC
- 2011: Laatste 64 (verloren van Mark Walsh met 1-3)
- 2012: Laatste 16 (verloren van Terry Jenkins met 1-4)
- 2013: Laatste 32 (verloren van Mark Walsh met 2-4)
- 2014: Laatste 32 (verloren van Devon Petersen met 1-4)
- 2015: Laatste 64 (verloren van Loz Ryder met 2-3)
- 2016: Laatste 64 (verloren van Christian Kist met 0-3)
- 2017: Laatste 64 (verloren van Chris Dobey met 1-3)
- 2018: Laatste 32 (verloren van Phil Taylor met 0-4)
- 2020: Laatste 64 (verloren van Daryl Gurney met 0-3)

## Resultaten op de World Matchplay
- 2011: Laatste 16 (verloren van Wes Newton met 8-13)
- 2012: Kwartfinale (verloren van Ronnie Baxter met 11-16)
- 2013: Kwartfinale (verloren van Phil Taylor met 10-16)
- 2014: Laatste 32 (verloren van Michael Smith met 8-10)
- 2015: Laatste 32 (verloren van Jamie Lewis met 7-10)
- 2016: Laatste 32 (verloren van Terry Jenkins met 7-10)
- 2017: Laatste 16 (verloren van Mensur Suljovic met 6-11)
- 2020: Laatste 32 (verloren van Gary Anderson met 5-10)